# Shams al-Din Muhammad ibn al-Muqaddam
Shams al-Din Muhammad ibn al-Muqaddam (in arabo شمس الدين محمد بن المقدم‎?; ... – Monte Arafat, 9 febbraio 1188) fu il primo emiro di Baalbek sotto la dinastia ayyubide dal 1175 al 1178, sebbene non fosse di origine ayyubide.
In passato era stato un comandante militare al servizio di Norandino, il sovrano zengide di Siria e Iraq, e poi di Saladino, il sovrano ayyubide di Egitto, Siria e Iraq.

## Biografia
Quando Norandino morì nel 1174, Ibn al-Muqaddam emerse come capo di un potente gruppo di comandanti militari e alti funzionari che volevano assumere il potere a Damasco. Essi non riuscirono però a impedire che il loro rivale, l'eunuco Gümüshtekin, assumesse la reggenza del figlio undicenne ed erede di Norandino, al-Malik al-Ṣāliḥ Ismāʿīl, portandolo con sé ad Aleppo. 
Dopo che Gümüshtekin si alleò con il nipote di Norandino, Sayf al-Dīn Ghāzī II di Mosul contro di lui, egli si rivolse a Saladino per ottenere il suo sostegno e poté recarsi a Damasco. Ibn al-Muqaddam non percepì subito Saladino come un pericolo, avendo ricevuto in iqta' Baalbek. Quando il fratello di Saladino, Turan Shah, richiese Baalbek a Saladino nel 1179, quest'ultimo offrì a Ibn al-Muqaddam di cambiare Balbeek con un feudo più grande, ma Ibn al-Muqaddam rifiutò. Saladino assediò dunque Baalbek e Ibn al-Muqaddam fu costretto a cederla in cambio di Ba'rin, Kafartab e alcuni insediamenti minori. Durante il hajj, il pellegrinaggio compiuto a Mecca e luoghi circonvicini dai fedeli musulmani, fu ferito agli occhi e morì durante una schermaglia scoppiata tra pellegrini siriani e iracheni nella tenda del capo dei pellegrini iracheni sul Monte Arafat.